# 緑の炎
『緑の炎』（みどりのほのお）は岸裕子の日本の漫画作品。およびそれを含む作品集。表題作はサスペリア（秋田書店）1987年10月号に掲載された。
この時期、様々な雑誌に作品を発表することにより、岸裕子の作品内容の幅は広がっており、この単行本（朝日ソノラマ版）に収められたものに限っても、コメディーもあれば怪奇シリアス物もあり、西洋を舞台にした作品もあれば、日本を舞台にしたものも見られ、バラエティー色が豊かになってきている。作者自信も雑誌ごとの描き分けは意識していたようである。表題作はホラー雑誌向けに描かれたもので、『金と銀』・『銀のジーク』でも描かれている、霊魂の憑依と呪いを題材とした作品である。

## あらすじ
ジェシカは孤児出身のヘンリィと相思相愛の間柄にあり、父親の会社で重要なポストを務め、会社の発展に大きく貢献している彼と間もなく結婚することになっていた。しかし、ヘンリィの女友達のゾーイは二人の結婚を表面上は祝福しつつ、複雑な気持ちで眺めていた。彼女はジェシカが結婚式ではめるという、ヘンリィの持ち物であるエメラルドを加工した指輪を見て、かつてともに過ごし、今は故人となった幼馴染みのマリーンのことを思い出す。彼女のことで負い目のあるらしいヘンリィはその宝石を見て、暗澹たる気持ちに陥るが、ゾーイはすべてを事故として忘れなさいと忠告する。
結婚式でくだんのエメラルドの指輪をはめたジェシカは式の途中で倒れ、そして彼女は何かに操られるようにして、ヘンリィを拒絶し、その後、襲い始める。

## 登場人物
ヘンリィ・ナッシュ
主人公。34歳。施設育ちで、ジェシカの父親の引き取られて育つ。ジェシカの父親の会社を発展させるのに大きく貢献した。ゾーイとは幼馴染み。
ジェシカ
物語のヒロイン。ヘンリィより16歳年下。天真爛漫な性格だが、自分がゾーイほど美人ではないことにコンプレックスを抱いている。年の差を理由に結婚をためらうヘンリィに、亡き母親は父親よりも20歳離れており、それでも幸せだったから、問題はないと言う。ヘンリィの所有物であるエメラルドの宝石を欲しがり、ゾーイに指輪として加工して貰うが、その指輪をはめた途端に気絶し、宝石の中に宿るマリーンの霊魂に支配され、ヘンリィを拒絶するようになる。実は養女なのだが、本人はそのことを知らされていない。
ゾーイ
ヘンリィの幼馴染みで、ジェシカのいとこに当る。ジュエリーデザイナー。ヘンリィに20年以上片思いをしており、表面上は二人を祝福する態度を見せつつ、ヘンリィにキスをしたり、何かとジェシカの誤解を招くような行動をとる。指輪に加工するエメラルドが、幼馴染みのマリーンの形見だと気づく。
マリーン
ヘンリィのエメラルドの元の持ち主で故人。宝石の中には孤独な女性が住み着いていて、誰かの魂を引きずり込もうとしていると母親より教えられてきている。レイプされ、18年前に14歳で死亡する。

## 同時収録作品

### 薔薇天使
『ひとみコミックコレクション』1986年4月25日号に掲載。

### 出席番号21
『ひとみデラックス』1986年11月25日号に掲載。
織田秋生（おだ あきお）は幼少より人との別れにたびたび遭遇し、夢から醒めるたびにその当時の悲しみを思い出し、声を立てずに慟哭してきた。母親は医師としていつも在宅しない父親に愛想を尽かして、彼が幼いころに家を出ていった。幼馴染みの少女とも引っ越しで離れ離れになった。2年前には溺れる女の子を助けようとした兄、夏樹を失っていた。父の病院の転勤の都合で、M市に越してきた彼は二人の少女に出会う。一人は生徒会長の四条涼子（しじょう りょうこ）で、兄譲りの秋生のオッドアイに興味を示していた。もう一人は同じクラスの村田まりあ（むらた まりあ）で、彼の顔を見て、はっとしたようであるが、秋生には何のことやら分からない。やがて四条涼子と付き合うようになった秋生は、父とまりあが結婚すると言い出したのに愕然とし、さらに涼子にまつわる意外な事実を知り、驚愕する。

### キス・ミー・エブリデイ
『ひとみデラックス』1986年1月25日号に掲載。
幼少期、秋成勝（あきなり まさる）は同い年の相沢ひな子（あいざわ ひなこ）のことが好きであったが、ひな子は中学生で勝の兄の道造（みちぞう）のことが好きだった。その関係は、道造が教師を勤める高校にひな子たちが入学した現在も続いており、ひな子は高校入学と同時に道造からキスをされ、道造はひな子と将来結婚することを約束していた。ある時、ひな子の前に名門白蓮（はくれん）女学校の制服を来た少女が現れ、「道造は渡さない」と宣言する。衿子（えりこ）という名前のその少女は勝に接触し、自分と道造が仲良くしている写真をひな子に見せるよう仕向けた。そのころ、道造は教師でありながら、髪を伸ばしており、PTAから風紀上よろしくないとの抗議を受けながらも、それに逆らっていた。実は衿子の兄は、車の衝突事故で道造らの父と同時に死亡しており、道造は衿子に兄の身代わりをさせられていた。

### 天使になる日
『ひとみデラックス』1985年9月20日号に掲載。ヒロインの坂本みなみが仏光寺夢の介そっくりの容姿であったことから、話題を呼んだ作。
3年1組に所属する野路柚香子（のじ ゆかこ）は優等生だったが、10歳しか年の違わない義母と折り合いが悪く、またクラスメートで、医者の息子である堤に片思いをし、悩んでいた。さらに彼女の頭痛の種は同じクラスの坂本みなみ（さかもと みなみ）の不良行為にもあり、彼女は金髪パーマをかけ、天使になる予行演習をするのだ、と宣言した。そんな彼女を堤は、天使になるよりも人間でいた方が良い、と反論する。
彼女の常識外れの行動はさらにエスカレートし、制服のままでプールで泳いだりもした。そんな彼女に堤は激怒し、自分を大切にしろ、と怒鳴る。同じ日、柚香子は誕生日を迎え、みなみから花をプレゼントされる。彼女が自分の誕生日を知っているのを、柚香子は疑問に思った。その時、自分が定期入れを落としたことに気づき、それをみなみに拾われ、その中に入っていた堤の写真をみなみに見られたと思い込む。
そのことがきっかけで、柚香子はみなみと授業をエスケープすることになり、そしてみなみからある秘密を聞かされる。それを聞いた柚香子は、言葉は生きているうちにしか伝わらないと気づき、義母に対してもっと心を開いて素直になろうと決心する。

## 書誌情報
- 『緑の炎』サンコミックス・ストロベリーシリーズ（朝日ソノラマ）1989年2月28日発行
  - 収録作品：「薔薇天使」・「緑の炎」・「出席番号21」・「キス・ミー・エブリデー」・「天使になる日」
- 『沙羅双樹』白夜コミックス（白夜書房）1993年10月9日発行
  - 収録作品：「沙羅双樹」・「睡る花」・「緑の炎」・「奈落」・「共犯者」